# Juozas Urbšys

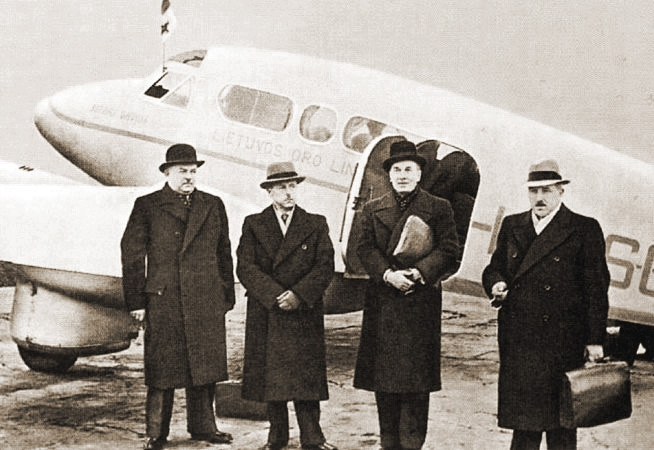
Delegacja Litwy dla zawarcia układu litewsko-sowieckiego o pomocy wzajemnej. Moskwa 7 października 1939. Od lewej: Norkaitis, gen. Stasys Raštikis, Juozas Urbšys, wicepremier Kazimieras Bizauskas.

Juozas Urbšys (ur. 29 lutego 1896 w Szetejniach k. Kiejdan, zm. 30 kwietnia 1991 w Kownie) – litewski wojskowy, polityk i dyplomata, minister spraw zagranicznych Litwy. 
W 1914 ukończył szkołę średnią w Poniewieżu. Rok później podjął studia na Politechnice Ryskiej, jednak w 1916 został powołany do armii rosyjskiej i skierowany do Czugujewskiej Szkoły Wojskowej, którą ukończył w następnym roku. W szeregach rosyjskich walczył do 1917. Po powrocie na Litwę w 1918 zaciągnął się do wojska młodej republiki. 
Od 1922 pracował w kowieńskim Ministerstwie Spraw Zagranicznych, w latach 1922-1927 pełnił urząd konsula w Berlinie, później Paryżu (1927-1932), a od 1933 był litewskim ambasadorem we Francji. 
5 grudnia 1938 został powołany przez prezydenta Smetonę na ministra spraw zagranicznych, którym pozostał do 16 czerwca 1940, gdy rząd litewski ustąpił po ultimatum sowieckim i został zastąpiony przez marionetkowy rząd komunistyczny. 
Po ultimatum sowieckim wobec Litwy i okupacji kraju przez Armię Czerwoną 16 czerwca 1940 został latem 1940 aresztowany przez NKWD, wywieziony w głąb ZSRR i więziony następnie w więzieniach w Tambowie, Saratowie, Moskwie, Kirowie, Gorkim, Iwanowie i Włodzimierzu. Z trzynastu lat w więzieniu przez jedenaście był więziony w izolacji. W 1954 pozostał zwolniony bez prawa powrotu na Litwę, powrócił na terytorium Litewskiej SRR w 1956.
Po powrocie na Litwę zajmował się tłumaczeniem literatury francuskiej.
Został pochowany na cmentarzu Petraszuńskim w Kownie.